# آرنال دل سور
آرنال دل سور (انگلیسی: Arenal del Sur) نام شهری در کشور کلمبیا است.